# Alfred Bowerman
 Der er for få eller ingen kildehenvisninger i denne artikel, hvilket er et problem. Du kan hjælpe ved at angive troværdige kilder til de påstande, som fremføres i artiklen.

Alfred James Bowerman (22. november 1873 i Broomfield, Somerset – 20. juli 1947 i Brisbane i Australien) var en britisk cricketspiller som deltog i de olympiske lege 1900 i Paris.
Bowerman blev olympisk mester i cricket under OL 1900 i Paris.
Han var holdkaptajn på det britiske hold Devon & Somerset County Wanderers som besejrede det franske crickethold Union des Sociétés Françaises de Sports Athlétiques med 262-104 i finalen, en finale som foregik over to dage.